# GIRLS’ GENERATION TOUR
《GIRLS' GENERATION TOUR》는 대한민국의 음악 그룹 소녀시대의 두 번째 아시아 콘서트 투어이다. 이번 투어는 이번 투어의 일환으로 일본에서 열렸던 The 1st Japan Arena Tour와 비슷한 구성으로 공연을 펼쳤으며, 와이드 스크린, 와이어 등의 화려한 무대 장치를 구성했다. 소녀시대는 이 투어에서 총 7벌의 의상을 갈아입었다.투어는 2011년 7월 23일 대한민국 서울에서 시작해 이후 대만, 싱가포르, 홍콩을 방문했고, 2012년 2월 12일 태국을 마지막으로 투어를 마쳤다.

## 개요
소녀시대는 2011년 7월 23일 대한민국 서울 올림픽체조경기장에서 처음으로 2011 GIRLS’ GENERATION TOUR를 시작했다. 이번 투어는 이전에 이번 투어의 일환으로 열렸던 일본 투어 The 1st Japan Arena Tour와 비슷한 구성으로 공연이 진행되었는데, 일본 앨범의 수록곡인 〈The Great Escape〉, 〈Bad Girl〉, 〈MR.TAXI〉와 〈Let It Rain〉도 공연을 했다. 특히 〈MR.TAXI〉와 〈Let It Rain〉은 한국어 버전으로 불렀으며 〈MR.TAXI〉의 한국어버전은 정규 3집 The Boys에 정식 수록되었고 이후 〈MR.TAXI〉 리패키지 앨범도 발매되었다. 이후 대만에서 공연을 했는데, 티켓 판매율이 좋아 당초 2회에서 3회로 공연이 추가되었다. 3일동안 31,000명의 관객을 동원했고, 해외 걸그룹 최초로 3회 공연으로 최다 공연 개최, 최다 관객 동원이라는 기록을 세웠다.
2011년 12월에는 한국 여자 가수로는 최초로 싱가포르 인도어 스타디움에서 단독 콘서트가 결정되었고, 티켓 예매가 시작된지 4시간만에 매진 돼 1회 공연이 더 추가되었다. 또한 이 날 공연에서 〈The Boys〉 무대를 처음으로 선보였다. 2012년 1월 15일에는 홍콩 아시아 월드 아레나에서 콘서트를 열었고, 2월 12일 방콕에서 마지막 투어를 끝으로 아시아 투어를 성황리에 마치며 총 230,000만 명의 관객을 동원해 한국 걸 그룹 투어 사상 최다 관객 동원 기록을 남겼다.

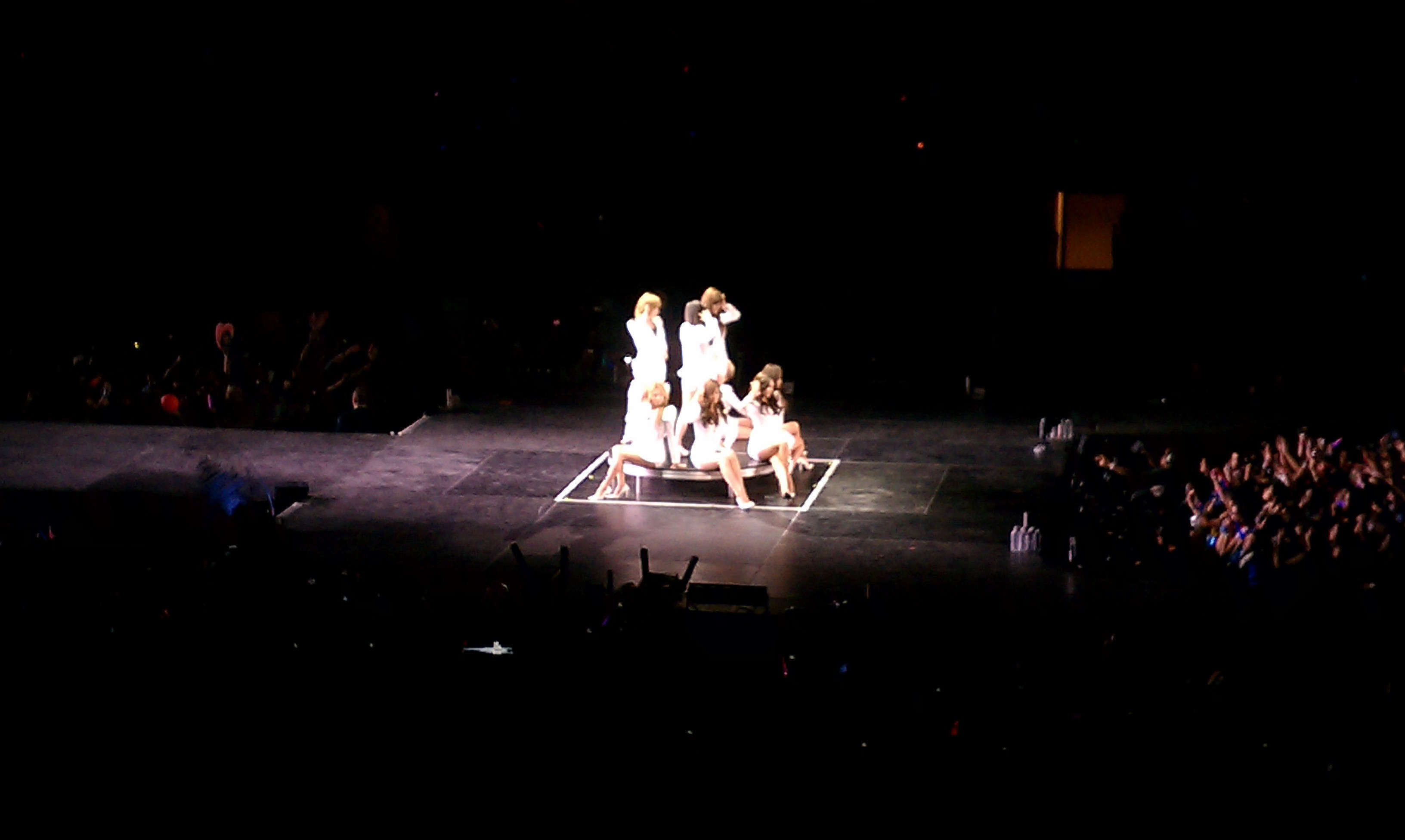
2011년 10월 23일, SMTown 뉴욕 콘서트에서 〈소원을 말해봐〉 공연 중인 소녀시대. 이 무대는 2011 GIRLS' GENERATION TOUR와 비슷한 무대로 진행되었다.

## 투어 일정
| 날짜             | 도시     | 국가     | 장소                       | 관객 동원     |
| ---------------- | -------- | -------- | -------------------------- | ------------- |
| 2011년 7월 23일  | 서울     | 대한민국 | 올림픽체조경기장           | 통산 24,000명 |
| 2011년 7월 24일  | 서울     | 대한민국 | 올림픽체조경기장           | 통산 24,000명 |
| 2011년 9월 9일   | 대북     | 대만     | 타이베이 아레나            | 통산 33,000명 |
| 2011년 9월 10일  | 대북     | 대만     | 타이베이 아레나            | 통산 33,000명 |
| 2011년 9월 11일  | 대북     | 대만     | 타이베이 아레나            | 통산 33,000명 |
| 2011년 12월 9일  | 싱가포르 | 싱가포르 | 싱가포르 인도어 스타디움   | 통산 20,000명 |
| 2011년 12월 10일 | 싱가포르 | 싱가포르 | 싱가포르 인도어 스타디움   | 통산 20,000명 |
| 2012년 1월 15일  | 홍콩     | 홍콩     | 아시아 월드 아레나         | 10,000명      |
| 2012년 2월 12일  | 방콕     | 태국     | 임팩트 아레나 무앙 통 타니 | 12,000명      |

## 세트 리스트
- Opening VCR (Girl's Carnival) -

- Entrance Show -
- 소원을 말해봐 (Genie) (KR)
- You-aholic (JP)
- MR.TAXI (KR)
- I'm In Love With The HERO (JP)

- VCR #2 -
- Let It Rain (KR)

- Ment -
- 첫눈에... (Snowy Wish) (KR)
- 뻔&Fun (Sweet Talking Baby) (KR)
- Kissing You_Rearranged (KR)
- Oh! (KR)

- VCR #2 -
- Don't Stop The Music[3](EN/효연)
- Almost[4](EN/제시카)
- 3[5](EN/써니)
- Lady Marmalade[6](EN/태연, 티파니)

- VCR #3 -
- The Great Escape (JP)
- Bad Girl (JP)

- VCR #4 -
- Devil's Cry (KR/태연)
- Run Devil Run_Rearranged (KR)
- Beautiful Stranger (JP)
- 훗 (Hoot)_Rock Tronnic Remix Ver. (KR)

- VCR #5 -
- If[7](EN/유리)
- Sway[8](EN/수영)
- Stuff Like That There[9](EN/서현)
- 4 Minutes[10](EN/윤아)

- VCR #6 -
- Danny Boy (EN/태연, 티파니, 써니, 제시카, 서현)
- Complete (KR)

- Encore 1 -
- 동화 (My Child) (KR)

- VCR #7 -
- 냉면 (차가운 니 얼굴) (KR)
- 하하하송 (HaHaHaSong) (KR)
- Gee (KR)

- Ment -
- 영원히 너와 꿈꾸고 싶다 (Forever) (KR)

- Encore 2 -
- 다시 만난 세계 (Into The New World) (KR)
- 힘 내! (Way To Go) (KR)

- Ment -
- It's Fantastic (KR)

- Opening VCR (Girl's Carnival) -

- Entrance Show -
- 소원을 말해봐 (Genie) (KR)
- You-aholic (JP)
- MR.TAXI (KR)
- I'm In Love With The HERO (JP)

- Ment -
- 첫눈에... (Snowy Wish) (KR)
- 뻔&Fun (Sweet Talking Baby) (KR)
- Kissing You_Rearranged (KR)
- Oh! (KR)

- VCR #2 -
- Don't Stop The Music (EN/효연)
- Almost (EN/제시카)
- 3 (EN/써니)
- Lady Marmalade (EN/태연, 티파니)

- VCR #3 -
- The Great Escape (JP)
- Bad Girl (JP)

- VCR #4 -
- Devil's Cry (KR/태연)
- Run Devil Run_Rearranged (KR)
- Beautiful Stranger (JP)
- The Boys (EN)
- 훗 (Hoot)_Rock Tronnic Remix Ver. (KR)

- VCR #5 -
- If (EN/유리)
- Sway (EN/수영)
- Stuff Like That There (EN/서현)
- 4 Minutes (EN/윤아)

- VCR #6 -
- Danny Boy (EN/태연, 티파니, 써니, 제시카, 서현)
- Complete (KR)

- Encore 1 -
- 동화 (My Child) (KR)

- VCR #7 -
- 냉면 (차가운 니 얼굴) (KR)
- 하하하송 (HaHaHaSong) (KR)
- Gee (KR)

- Ment -
- 영원히 너와 꿈꾸고 싶다 (Forever) (KR)

- Encore 2 -
- 다시 만난 세계 (Into The New World) (KR)
- 힘 내! (Way To Go) (KR)

- Ment -
- It's Fantastic (KR)

## 관련 디스코그래피

### DVD
| 종류 | DVD 정보                                                        |
| ---- | --------------------------------------------------------------- |
| DVD  | 《2011 GIRLS’ GENERATION TOUR》 DVD - 발매일 : 2012년 11월 30일 |

### CD
| 종류       | 앨범 정보                                                  |
| ---------- | ---------------------------------------------------------- |
| 라이브앨범 | 《2011 GIRLS’ GENERATION TOUR》 - 발매일 : 2013년 4월 11일 |

## 제작
- 소녀시대 (태연, 제시카, 써니, 티파니, 효연, 유리, 수영, 윤아, 서현)
- 주최 : SM엔터테인먼트
- 주관 : 드림메이커, 드림시큐리티
- 후원 : G마켓